# Helperzoomtunnel
De Helperzoomtunnel is een autotunnel ten zuidoosten van Station Groningen Europapark. 
De tunnel loopt onder het spoor door en vormt de verbinding tussen de stadswijken Helpman en Europapark. Bouwwerkzaamheden begonnen eind 2017. Concrete plannen voor de tunnel waren er al rond 1960. In mei 2018 liep het bouwproject vertraging op doordat de ondergrond niet sterk genoeg bleek te zijn. Hierdoor kon de geplande opening in de zomer 2018 niet doorgaan. Uiteindelijk opende de tunnel op 3 april 2020.
Verkeer dat nu gebruikt maakt van de tunnel, ging voorheen grotendeels langs de spoorwegovergang aan de Esperantostraat. Toen deze overweg door een verbreding van het spoor en het bouwproject Aanpak Ring Zuid moest sluiten, werd de bouw van de Helperzoomtunnel noodzakelijk om een scheiding tussen de stadsdelen aan weerszijden van het spoor te voorkomen.
Van 26 maart tot 6 mei 2022 was de tunnel tijdelijk eenrichtingsverkeer. Alleen verkeer vanuit Helpman in oostelijke richting kon gebruik maken van de tunnel. Fietsers en voetgangers konden wel gewoon gebruik maken van de tunnel.
De weg die door de tunnel loopt heet de Helperweg, die bij de opening van de tunnel ook open ging.